# (29181) 1990 SE6
(29181) 1990 SE6 est un astéroïde de la ceinture principale d'astéroïdes découvert en 1990.

## Description
(29181) 1990 SE6 a été découvert le 22 septembre 1990 à l'observatoire de La Silla, au Chili, par Eric Walter Elst.

### Caractéristiques orbitales
L'orbite de cet astéroïde est caractérisée par un demi-grand axe de 2,33 ua, un périhélie de 2,06 ua, une excentricité de 0,11 et une inclinaison de 7,23° par rapport à l'écliptique. Du fait de ces caractéristiques, à savoir un demi-grand axe compris entre 2 et 3,2 ua et un périhélie supérieur à 1,666 ua, il est classé, selon la JPL Small-Body Database, comme objet de la ceinture principale d'astéroïdes.

### Caractéristiques physiques
(29181) 1990 SE6 a une magnitude absolue (H) de 15,1 et un albédo estimé à 0,219.